# District de Revel
Le district de Revel est une ancienne division territoriale française du département de la Haute-Garonne de 1790 à 1795.
Il était composé des cantons de Revel, Caraman, Lanta et Saint Félix.
En 1792, Charles Ambroise de Caffarelli du Falga, prêtre constitutionnel, reçut les fonctions d'administrateur du district